# Zatopiona Cysterna
Zatopiona Cysterna (także: Cysterna Bazyliki, Podziemna Cysterna, Pałac Jerebatan, tr. Yerebatan Saray lub Yerebatan Sarnıcı) – największa z kilkuset starożytnych cystern (sztucznych zbiorników na wodę), która wciąż znajduje się pod miastem Stambuł w Turcji w pobliżu Hagia Sofia.

## Historia
Cysterna została wybudowana w VI wieku n.e. na rozkaz cesarza bizantyjskiego Justyniana I jako „pałac, który zapadł się pod ziemię”, na miejscu bazyliki św. Eliasza zniszczonej w 532 roku podczas powstania Nika. Jej głównym zadaniem było zaopatrywanie w wodę pałacu cesarskiego w wypadku wojny, gdyby woda z akweduktów została odcięta lub zatruta. Po zdobyciu miasta przez Turków w 1453 roku cysterna jeszcze przez jakiś czas pełniła swoją funkcję. Ze względu jednak na to, że najeźdźcy woleli świeżą wodę bezpośrednio z akweduktów i nie obawiali się oblężenia miasta, wkrótce uległa zapomnieniu, aż do połowy XVI wieku.
W latach 1544–1550 w Stambule przebywał holenderski podróżnik i uczony nazwiskiem Gylles, który przyjechał do miasta w celu poszukiwania śladów bizantyjskiej świetności metropolii. Będąc w okolicach Hagia Sofia, zauważył, że mieszkańcy wydobywają wodę przy pomocy wiader z niedużej głębokości z otworów w ziemi przypominających studnie. Jeszcze bardziej zdziwiła go informacja, że w „studniach” tych można łowić ryby (pływają tam i obecnie). Szybko odkrył, że pod ziemią znajduje się duży zbiornik wodny, do którego wejście prowadzi z podwórca jednego z pobliskich domów. Posługując się pochodnią i niedużą łódką, dokonał jego oględzin i pierwszych pomiarów. Wyniki swoich badań opublikował niedługo później na Zachodzie, wzbudzając duże zainteresowanie i stając się pierwszym zachodnioeuropejskim „odkrywcą” Jerebatan. Po raz drugi Europejczycy zbadali i wymierzyli cysternę podczas I wojny światowej, a byli nimi marynarze niemieckich okrętów podwodnych stacjonujących w Stambule.
W okresie osmańskim cysterna dwukrotnie była poddawana restauracji: po raz pierwszy za rządów Ahmeda III (1673–1736) w 1723 roku pod kierunkiem architekta o nazwisku Muhammad Agha z Kayseri i po raz drugi w wieku XIX za rządów sułtana Abdülhamida II (1842–1918). W XX wieku cysternę remontowano również dwa razy – w latach 1955–1960 i 1985–1987. W wyniku pierwszego remontu 8 grożących zawaleniem kolumn w północno-wschodniej części wzmocniono betonową otuliną. Podczas drugiego remontu zbiornik gruntownie oczyszczono i zainstalowano drewniane pomosty. W 1987 roku cysternę udostępniono zwiedzającym. Obecnie miejsce to stanowi jedno z najbardziej atrakcyjnych i oryginalnych obiektów turystycznych Stambułu.

## Opis
Zbiornik jest podziemną komnatą o wymiarach 143 × 65 m, zdolną pomieścić do 80–100 000 m³ wody. Prowadzą do niego 52-stopniowe schody. Sklepienie cysterny jest podparte 336 marmurowymi kolumnami ustawionymi w 12 rzędach po 28 kolumn, wysokimi na 9 m i odległymi od siebie o 4,8 m. Kolumny zostały przeniesione z innych rozbieranych bądź zrujnowanych budowli na co wskazują: różny rodzaj marmuru, z którego zostały wykonane, sposób ich obróbki i ich styl – 98 to kolumny korynckie, a pozostałe 238 reprezentują styl dorycki. Zbiornik jest otoczony ceglanym murem o grubości 4,8 m, pokrytym specjalnym rodzajem zaprawy dla odpowiedniej izolacji. Woda do cysterny była dostarczana akweduktami Bozdogan i Malovaz z odległego o 19 km od miasta Lasu Belgradzkiego.

## Meduza

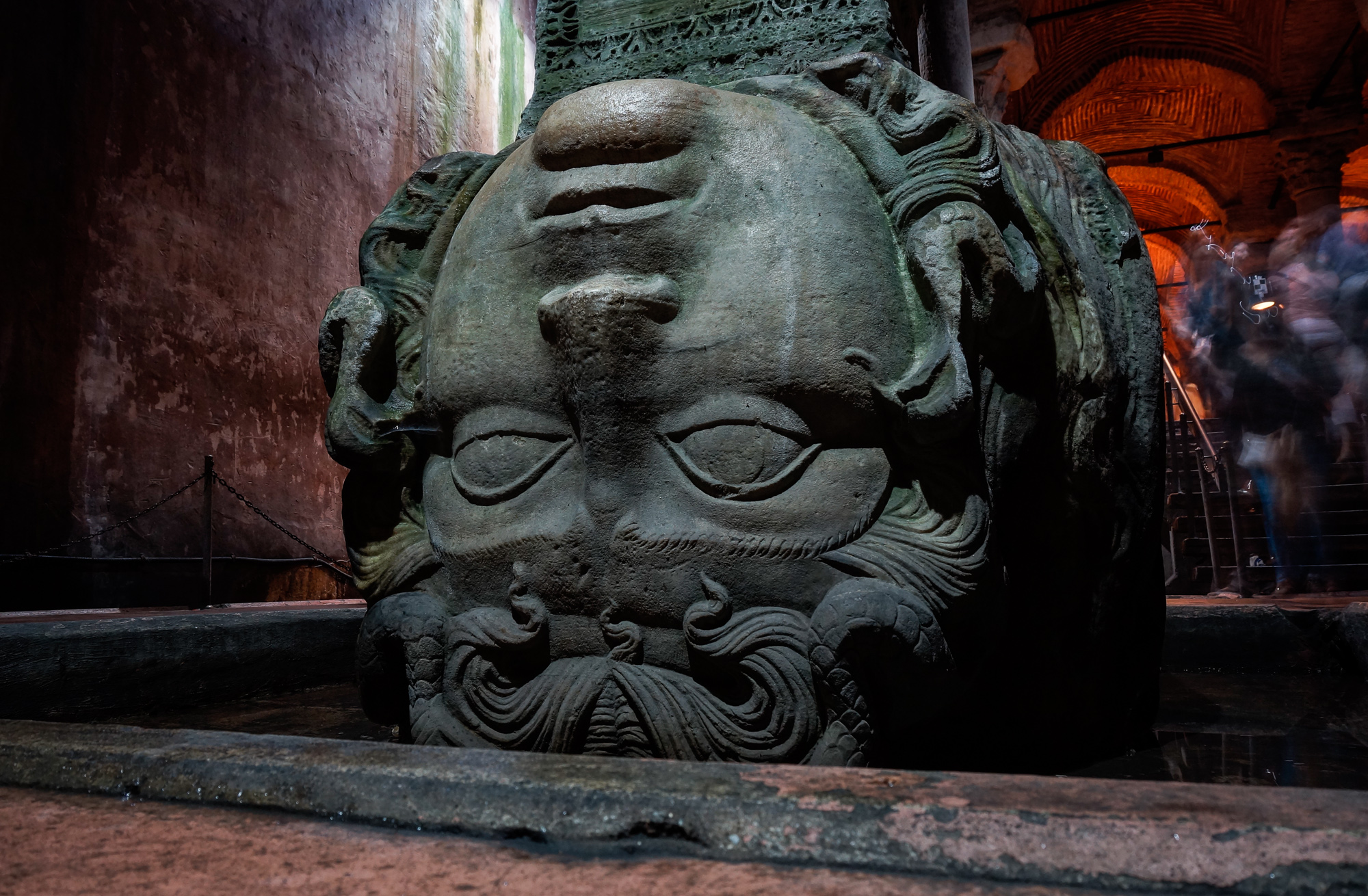
Głowa Meduzy – kapitel odwróconej kolumny

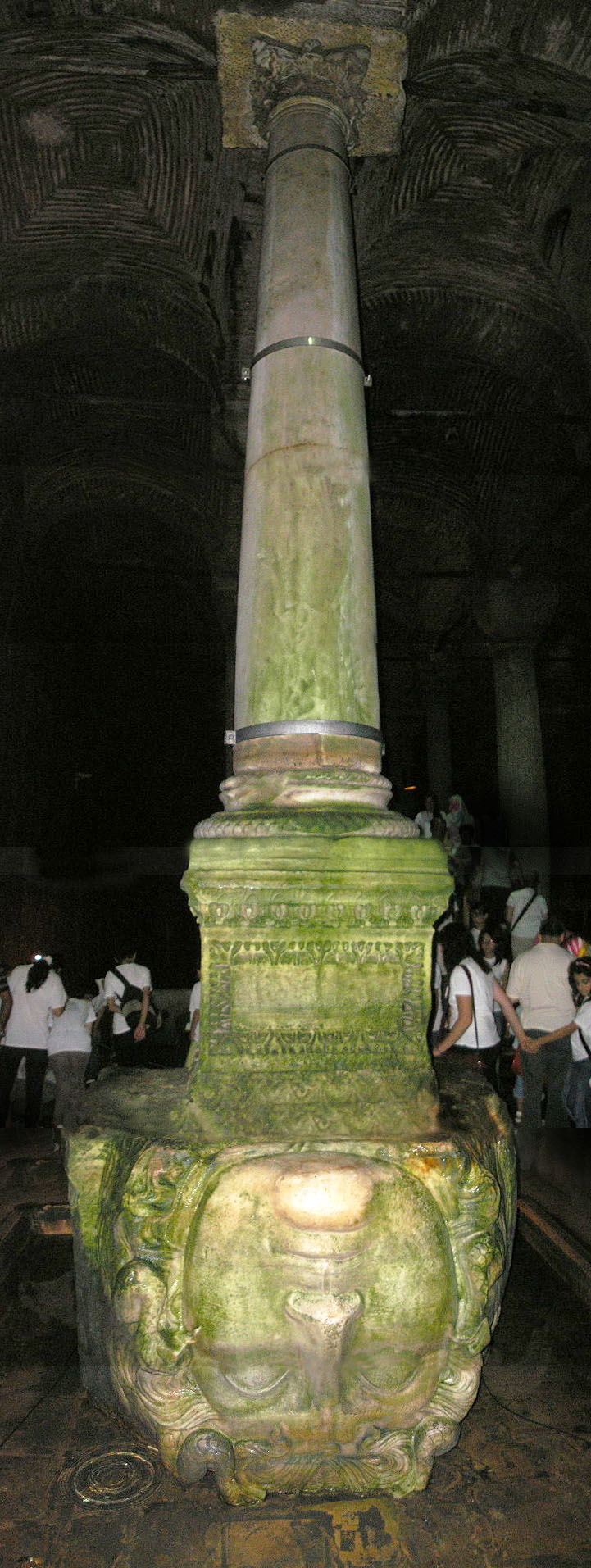
Jedna z kolumn

Jako podstawy dla dwóch kolumn w północno-zachodniej części cysterny użyto wcześniej wykutych bloków z płaskorzeźbą Meduzy. Badacze uważają, że obecność wyobrażenia Meduzy na podstawach kolumn jest czysto przypadkowa, a bloki te miały służyć wyłącznie jako podstawy kolumn. Według legendy, cesarz Justynian I Wielki (483–565) widząc kolumny z głową Meduzy kazał umieścić je w najdalszej części zbiornika i ustawić kapitelem w dół, aby mieć pewność, że zaleje je woda i nikt więcej ich nie zobaczy. Nie wiadomo skąd te bloki pochodzą, jednak dziś uznawane są za arcydzieła sztuki kamieniarskiej okresu rzymskiego.

## W kulturze
- w filmie Pozdrowienia z Rosji o przygodach Jamesa Bonda, radziecka ambasada szpiegowana jest przez peryskop. Filmowcy umieścili go w Zatopionej Cysternie.